# Cryostasis: Arktyczny sen
Cryostasis: Arktyczny Sen (ang. Cryostasis: Sleep of Reason) – gra komputerowa z gatunku survival horror, wydana przez 1C Company w 2008 roku.

## Fabuła
Koło podbiegunowe, rok 1981. Młody meteorolog, Aleksander Niesterow, w trakcie wykonywania swoich rutynowych czynności, zostaje zatrzymany z powodu ogromnej burzy śnieżnej. Jest zmuszony do ukrycia się na napotkanym wraku. Jest to wielki radziecki lodołamacz, Północny Wiatr (z ros. Северный ветер), który uległ katastrofie i całkowitemu zamrożeniu 24 marca 1968 roku. Po krótkim czasie, Aleksander odkrywa, że nie jest sam na statku, a marynarze wcale nie zginęli. Okazuje się, że dzięki tajemniczej sile, członkowie załogi przemienili się w przerażające i jednocześnie dziwne stworzenia. Nasz bohater posiada niezwykłą moc, dzięki której może wejść w umysł marynarza i zobaczyć ostatnie chwile jego życia. W niektórych przypadkach może zmienić bieg historii i ocalić daną duszę. Niesterow nie ma wyboru, musi podjąć walkę z mutantami i odkryć, co naprawdę stało się na pokładzie lodołamacza. Gracz ma duży wybór broni (począwszy od pięści z metalowym zaworem, a skończywszy na uzbrojeniu wojsk Armii Czerwonej z drugiej wojny światowej). 